# Immortalità biologica
L'immortalità biologica è uno stato fisiologico caratterizzato da un tasso di mortalità da senescenza cellulare nullo o basso. Alcune specie unicellulari o pluricellulari possono raggiungere questo stato biologico durante la loro vita o dopo aver vissuto abbastanza a lungo. Un organismo biologicamente immortale può comunque morire per cause diverse dall'invecchiamento, ad esempio per malattia, per gravi ferite provocate da agenti esterni, per intossicazione o per predazione.

## Organismi biologicamente immortali
Esistono varie specie animali che possono raggiungere lo stato di immortalità biologica, come alcuni tardigradi e alcune specie di astici. La specie più nota per la sua immortalità biologica è la Turritopsis nutricula, un idrozoo in grado di tornare allo stato di polipo dopo aver raggiunto lo stato di medusa adulta tramite un processo di transdifferenziazione che, teoricamente, potrebbe ripetersi all'infinito.